# Judas Iskariot
Judas Iskariot er en af Jesu tolv apostle, der ca. år 33 forrådte Jesus ved at udpege ham for de romerske myndigheder. Bibelen fortæller dels, at han hængte sig (Matt. 27,5), dels at han "styrtede ned og brast itu, og alle hans indvolde væltede ud" (ApG. 1,18). Judas indtager en fremtrædende rolle i det apokryfe Judasevangelium, hvor han fremhæves som den eneste, der virkelig forstod Jesu budskab.
Judas Iskariot har i tidernes løb stimuleret fantasien og været ophav til digtning, billedkunst og megen folkelig fortælling. Mange forfattere har med fantasiens hjælp søgt at finde motivet for hans handling. I kunsten afbildes Judas ofte klædt i gult – farven, der symboliserer fejhed og forræderi. Hans handling minder om 41. salme, hvori står: "Endog min Ven, som jeg stolede på, som spiste mit Brød, har løftet Hælen imod mig." 
Navnet "Judas" er en græsk udgave af det hebræiske navn Juda. Der er sat spørgsmålstegn ved, om forræderen hed Judas. Navnet kan være valgt for at associere til jøderne som helhed, som jo "forrådte" Jesus ved ikke at acceptere ham som frelseren Messias. Det kan være hentet fra Første Mosebog, hvor Judas er en af Jakobs tolv sønner og stamfar til en af Israels tolv stammer. Judas forråder sin bror Josef for penge og lyver om, at han er død. Josef "genopstår", da han vender tilbage og sidder ved faraos side som dommer over folket. Jesus var angiveligt af Josefs stamme. Navnet kan også være hentet fra midrash-traditionen, hvor Jakobs søn Judas forråder sin bror Josef og sælger ham for penge. I begge tilfælde belønnes forræderiet med sølvmønter. Jesu tolv udvalgte disciple repræsenterede Israels tolv stammer. Man må dog rejse spørgsmål om, hvorvidt Jesu følgesvende virkelig ville se sig tjent med at finde på en historie, der bragte skam over deres bevægelse. Det nærmeste, vi kommer sandheden, er at et internt svig førte til Jesu død, og at en af Jesu tolv udvalgte forsvandt fra bevægelsen. 
"Iskariot" kan betyde "manden fra Kerijjot" (en by i Judæa), eller det kan være en forvanskning af det latinske sicarius ("knivstikker") – sikarierne var en jødisk modstandsbevægelse, der forsøgte at drive romerne ud af Judæa. Denne tolkning er problematisk, da sikarierne først dannedes i 40'erne eller 50'erne e.Kr.
Et reb, som opbevares i en kirke i Rom, siges at være en del af det, hvormed Judas hængte sig.
"Judas" bruges i dag ofte som et udtryk om folk, der stikker eller falder tidligere fæller i ryggen.

## Judas i evangelierne
I Markusevangeliet 14,10-11, ser Judas' motiv for at forråde Jesus ud til at være, at han synes, en kvinde har ødslet med sin medbragte nardusolie ved at hælde den over Jesu hoved: "Men Judas Iskariot, en af de tolv, gik til ypperstepræsterne for at forråde ham til dem. Da de hørte det, blev de glade og lovede ham penge for det. Så søgte han at finde en lejlighed til at forråde ham."
I Matthæusevangeliet 26,14 er der igen tale om nardusolien: "Da gik en af de tolv, han, som hed Judas Iskariot, til ypperstepræsterne og sagde: »Hvad vil I give mig for at forråde ham til jer?« De talte tredive sølvpenge op til ham. Og fra da af søgte han en lejlighed til at forråde ham." I øvrigt er 30 sølvmønter ifølge Toraen erstatningssummen for en slave, der var blevet dræbt af en okse.  I Zakarias 11,12-13 udgør 30 sølvmønter profetens løn: "Jeg sagde til dem: »Hvis I synes, så giv mig min løn, og hvis ikke, kan I lade være!« De afvejede da min løn, tredive sekel sølv. Herren sagde til mig: »Kast den hen til støberen, den kostelige pris, de har vurderet mig til.« Og jeg tog de tredive sekel og kastede dem hen til støberen i Herrens hus."
I Lukasevangeliet er det djævelen, der farer i Judas, og kapitel 22 begynder: "De usyrede brøds fest, som kaldes påske, nærmede sig. Og ypperstepræsterne og de skriftkloge søgte at finde ud af, hvordan de kunne få Jesus ryddet af vejen, for de var bange for folket. Men så fór Satan i Judas, som blev kaldt Iskariot, en af de tolv; og han gik til ypperstepræsterne og anførerne for tempelvagten og talte med dem om, hvordan han kunne forråde Jesus til dem. De blev glade og aftalte at give ham penge for det. Han gik ind på det og søgte nu en lejlighed til at forråde ham til dem, uden at der blev opløb." 
I Johannesevangeliet 13,27 er det ligeledes djævelen, der farer i Judas: "Og da Judas havde fået brødet, fór Satan i ham. Jesus sagde til ham: »Hvad du gør, gør det snart.« Ingen af dem, der sad til bords, forstod, hvorfor han sagde det til ham. Men da Judas stod for pengekassen, mente nogle, at Jesus havde sagt til ham: »Køb, hvad vi har brug for til festen,« eller at han skulle give noget til de fattige. Da han havde fået brødet, gik han straks ud. Det var nat." 
I Matthæusevangeliet 27:3-10 fortælles om Judas' endeligt: "Da Judas, som forrådte ham, så, at han var blevet dømt, angrede han og bragte de tredive sølvpenge tilbage til ypperstepræsterne og de ældste og sagde: »Jeg har syndet og forrådt uskyldigt blod.« Men de svarede: »Hvad kommer det os ved? Det bliver din sag.« Så kastede han sølvpengene ind i templet, forlod stedet og gik hen og hængte sig. Ypperstepræsterne tog sølvpengene, men sagde: »Det er ikke lovligt at lægge dem i tempelblokken, da det er blodpenge.« De traf da den beslutning at købe Pottemagermarken for pengene til gravplads for fremmede. Derfor hedder den mark den dag i dag Blodager. Da opfyldtes det, som er talt ved profeten Jeremias, som siger: »Og de tog de tredive sølvpenge, den pris, han blev vurderet til, han der blev vurderet af Israels børn, og de gav dem for Pottemagermarken, sådan som Herren havde befalet mig.«"  Her er stadig forbindelse til pottemageren, som i Zakarias 11:13.
Matthæusevangeliets forfatter kan have hentet inspiration til Judas' selvmord ved hængning fra Anden Samuelsbog 17:23, hvor Akitofel, der havde været kong Davids fortrolige, men havde forrådt ham som Judas forrådte Jesus, også hænger sig: "Da Akitofel indså, at hans råd ikke blev fulgt, sadlede han sit æsel og red hjem til sin by. Dér beskikkede han sit hus, og så hængte han sig. Han døde og blev begravet i sin fars grav."
I Apostlenes Gerninger 1:18-20 fortæller apostlen Peter en helt anden historie om Judas' endeligt, men også her er der en tilknytning til kong David: "Han købte sig en mark for de penge, han havde fået for sin ugerning, men han styrtede på hovedet ned og sprængtes, så alle hans indvolde væltede ud. Og det blev kendt af alle Jerusalems indbyggere, så den mark på deres sprog blev kaldt Hakeldama, det vil sige Blodmarken. For i Salmernes Bog står der skrevet: »Hans bolig skal blive øde, ingen skal bo i den«, og: »En anden skal overtage hans embede«."

## Legenden om de 30 sølvmønter
Den legende, Matthæusevangeliet skabte om de 30 sølvmønter, blev med tiden udviklet til at dreje sig om de penge, Josefs brødre fik betalt for Josef, da de solgte ham som slave til Egypten. Mønterne vendte tilbage til Israel, da dronningen af Saba besøgte kong Salomo, men forsvandt igen under det babylonske fangenskab. Omsider blev de bragt tilbage til Israel af de hellige tre konger, da de kom for at hylde den nyfødte Jesus.